# Мисак Петро Васильович
Петро́ Васи́льович Миса́к (нар. 7 листопада 1940, село Хлівчани, тепер Сокальського району Львівської області) — український радянський діяч, бригадир робітників очисного вибою шахти № 1 «Великомостівська» виробничого об'єднання «Укрзахідвугілля» Львівської області. Депутат Верховної Ради УРСР 9—10-го скликань.

## Біографія
Освіта середня.
З 1958 року — ветеринарний фельдшер колгоспу імені Карла Маркса Забузького району Львівської області.
У 1959—1962 роках — служба в Радянській армії.
Член КПРС з 1962 року.
У 1963—1972 роках — гірник, машиніст шахти № 1 «Великомостівська» комбінату «Укрзахідвугілля» Львівської області.
З 1972 року — бригадир робітників очисного вибою шахти № 1 «Великомостівська» (імені 60-річчя Великої Жовтневої соціалістичної революції) виробничого об'єднання «Укрзахідвугілля» Львівської області.
Потім — на пенсії в місті Червонограді Львівської області.

## Нагороди
- ордени
- медалі